# La Polka des trottins

La Polka des trottins est une chanson et une phonoscène éponyme réalisée par Alice Guy en 1905.

## Chanson
La Polka des trottins est une chanson comique, paroles d'Alexandre Trébitsch et musique de Henri Christiné, éditée en 1902 par la Société anonyme du nouveau répertoire des concerts de Paris ; elle est créée par Félix Mayol.

## Phonoscène

### Synopsis
Enregistrement du succès de Félix Mayol. 

### Analyse
Il s'agit d'une des treize phonoscènes enregistrées par Félix Mayol pour le Chronophone Gaumont. Félix Mayol entre en scène, chante, quitte la scène en saluant le public, un temps, puis il revient saluer exactement comme si l'on était au Café-concert. 

### Fiche technique
- Titre : La Polka des trottins
- Réalisation : Alice Guy
- Société de production : Société L. Gaumont et compagnie
- Pays d'origine :  France
- Genre : court métrage musical
- Format : noir et blanc
- Durée : 3 minutes
- Dates de sortie : 1905

### Autour du film
Félix Mayol chante devant un rideau de scène drapé à l'antique et orné de muguet, fleur fétiche du chanteur.

## Version numérique
Édition DVD Gaumont, Gaumont le cinéma premier 1897-1913 Volume 1 Alice Guy Louis Feuillade Léonce Perret (accompagné d'un livret illustré)